# Sydney Lohmann
Sydney Lohmann (Bad Honnef, 19 giugno 2000) è una calciatrice tedesca, centrocampista del Bayern Monaco e della nazionale tedesca.

## Carriera

### Club
Nata a Bad Honnef nella Renania Settentrionale-Vestfalia, Sydney Lohmann ha iniziato a giocare a calcio già da bambina nello SV Lengenfeld, in Baviera. In seguito, è andata a giocare prima al VfL Kaufering e poi allo SC Fürstenfeldbruck, sempre facendo parte di squadre miste. Nel 2016 è entrata a far parte delle squadre giovanili del Bayern Monaco.
Ha iniziato la stagione 2016-17 con la squadra Under-17 del Bayern, partecipante alla B-Juniorinnen-Bundesliga, per poi passare nella squadra riserve e giocare nel girone sud della 2. Frauen-Bundesliga. Nella stessa stagione, dopo aver avuto modo di allenarsi con la prima squadra, il 19 marzo 2017 ha fatto il suo esordio con la prima squadra del Bayern in Frauen-Bundesliga, venendo schierata titolare nella partita persa 2-0 contro il Wolfsburg. Ha poi giocato altre tre partite in Bundesliga, mentre nella stagione successiva ha giocato solo una partita con la prima squadra, mettendo a segno la sua prima rete in massima serie il 5 novembre 2017 nella vittoria per 3-1 contro il MSV Duisburg. Dalla stagione 2018-19 è entrata a far parte stabilmente della rosa della prima squadra, venendo regolarmente schierata titolare e facendo il suo esordio in UEFA Women's Champions League. A fine luglio 2019 nel corso di un amichevole estiva contro l'Arsenal si è rotta una clavicola, infortunio che l'ha tenuta lontana dal campo nella parte iniziale della stagione 2019-20. Col Bayern ha vinto il campionato tedesco al termine della stagione 2020-21. Un nuovo infortunio, questa volta all'anca, occorso a fine settembre 2021 le ha fatto saltare buona parte della stagione 2021-22, tornando in campo il 18 marzo 2022 nella vittoria in campionato per 4-2 sull'Eintracht Francoforte.

### Nazionale
Sydney Lohmann ha fatto parte di diverse selezioni giovanili della Germania, dall'Under-15 all'Under-19. Con la nazionale Under-17 ha vinto il campionato europeo di categoria sia nel 2016 che nel 2017. Nel 2016 ha giocato solo nelle prime due partite della fase a gironi. Nel 2017 nella semifinale contro la Norvegia ha segnato la rete del pareggio, per poi sbagliare uno dei tiri di rigore, sebbene la Germania abbia poi superato le norvegesi, andando in finale; anche la finale contro la Spagna si risolve ai tiri di rigore e vide prevalere ancora le tedesche. Nel 2016 Lohmann aveva preso parte con la selezione Under-17 tedesca al campionato mondiale di categoria, organizzato in Giordania; giocò tutte e quattro le partite della Germania, che venne eliminata dalla Spagna nei quarti di finale. Nel 2018 con la nazionale Under-19 ha giocato il campionato europeo di categoria, scendendo in campo in tutte le partite disputate dalle tedesche, inclusa la finale persa contro la Spagna.
A fine ottobre 2018 è stata convocata dalla selezionatrice Martina Voss-Tecklenburg nella nazionale maggiore per la prima volta, facendo il suo esordio il 10 novembre successivo nell'amichevole vinta 5-2 contro l'Italia, prendendo il posto di Lina Magull a metà del secondo tempo. All'inizio del 2020 è stata convocata per l'Algarve Cup 2020, torneo internazionale a inviti, giocando solo in una partita della manifestazione poi vinta dalle tedesche. Ha segnato la sua prima rete in nazionale il 22 settembre 2020 nella vittoria per 3-0 in Montenegro e valida per le qualificazioni al campionato europeo 2022. Nel 2021 è stata schierata in partite amichevoli e in partite valide per le qualificazioni al campionato mondiale 2023. Rientrata dall'infortunio nella primavera 2022, è stata inserita da Martina Voss-Tecklenburg nella rosa della nazionale tedesca che ha partecipato al campionato europeo 2022, organizzato in Inghilterra.

## Statistiche

### Presenze e reti nei club
Statistiche aggiornate al 28 maggio 2023.
| Stagione             | Squadra              | Campionato           | Campionato | Campionato | Coppe nazionali | Coppe nazionali | Coppe nazionali | Coppe continentali | Coppe continentali | Coppe continentali | Altre coppe | Altre coppe | Altre coppe | Totale | Totale |
| Stagione             | Squadra              | Comp                 | Pres       | Reti       | Comp            | Pres            | Reti            | Comp               | Pres               | Reti               | Comp        | Pres        | Reti        | Pres   | Reti   |
| -------------------- | -------------------- | -------------------- | ---------- | ---------- | --------------- | --------------- | --------------- | ------------------ | ------------------ | ------------------ | ----------- | ----------- | ----------- | ------ | ------ |
| 2016-2017            | Bayern Monaco        | BL                   | 4          | 0          | CG              | -               | -               | UWCL               | -                  | -                  | -           | -           | -           | 4      | 0      |
| 2017-2018            | Bayern Monaco        | BL                   | 1          | 1          | CG              | -               | -               | UWCL               | -                  | -                  | -           | -           | -           | 1      | 1      |
| 2018-2019            | Bayern Monaco        | BL                   | 21         | 3          | CG              | 4               | 1               | UWCL               | 3                  | 0                  | -           | -           | -           | 28     | 4      |
| 2019-2020            | Bayern Monaco        | BL                   | 13         | 0          | CG              | 1               | 0               | UWCL               | 3                  | 0                  | -           | -           | -           | 17     | 0      |
| 2020-2021            | Bayern Monaco        | BL                   | 20         | 10         | CG              | 1               | 1               | UWCL               | 6                  | 4                  | -           | -           | -           | 27     | 15     |
| 2021-2022            | Bayern Monaco        | BL                   | 8          | 1          | CG              | 2               | 0               | UWCL               | 2                  | 0                  | -           | -           | -           | 12     | 1      |
| 2022-2023            | Bayern Monaco        | BL                   | 17         | 5          | CG              | 2               | 0               | UWCL               | 9                  | 1                  | -           | -           | -           | 28     | 6      |
| Totale Bayern Monaco | Totale Bayern Monaco | Totale Bayern Monaco | 84         | 20         |                 | 10              | 2               |                    | 23                 | 5                  |             | -           | -           | 117    | 27     |
| Totale carriera      | Totale carriera      | Totale carriera      | 84         | 20         |                 | 10              | 2               |                    | 23                 | 5                  |             | -           | -           | 117    | 27     |

### Cronologia presenze e reti in nazionale
| Cronologia completa delle presenze e delle reti in nazionale ― Germania | Cronologia completa delle presenze e delle reti in nazionale ― Germania | Cronologia completa delle presenze e delle reti in nazionale ― Germania | Cronologia completa delle presenze e delle reti in nazionale ― Germania | Cronologia completa delle presenze e delle reti in nazionale ― Germania | Cronologia completa delle presenze e delle reti in nazionale ― Germania | Cronologia completa delle presenze e delle reti in nazionale ― Germania | Cronologia completa delle presenze e delle reti in nazionale ― Germania |
| Data                                                                    | Città                                                                   | In casa                                                                 | Risultato                                                               | Ospiti                                                                  | Competizione                                                            | Reti                                                                    | Note                                                                    |
| ----------------------------------------------------------------------- | ----------------------------------------------------------------------- | ----------------------------------------------------------------------- | ----------------------------------------------------------------------- | ----------------------------------------------------------------------- | ----------------------------------------------------------------------- | ----------------------------------------------------------------------- | ----------------------------------------------------------------------- |
| 10-11-2018                                                              | Osnabrück                                                               | Germania                                                                | 5 – 2                                                                   | Italia                                                                  | Amichevole                                                              | -                                                                       | 71’                                                                     |
| 7-3-2020                                                                | Lagos                                                                   | Germania                                                                | 4 – 0                                                                   | Norvegia                                                                | Algarve Cup 2020 - Seconda fase                                         | -                                                                       |                                                                         |
| 19-9-2020                                                               | Essen                                                                   | Germania                                                                | 3 – 0                                                                   | Irlanda                                                                 | Qual. Euro 2022                                                         | -                                                                       | 79’                                                                     |
| 22-9-2020                                                               | Podgorica                                                               | Montenegro                                                              | 0 – 3                                                                   | Germania                                                                | Qual. Euro 2022                                                         | 1                                                                       |                                                                         |
| 1-12-2020                                                               | Dublino                                                                 | Irlanda                                                                 | 1 – 3                                                                   | Germania                                                                | Qual. Euro 2022                                                         | -                                                                       |                                                                         |
| 21-2-2021                                                               | Aquisgrana                                                              | Germania                                                                | 2 – 0                                                                   | Belgio                                                                  | Amichevole                                                              | -                                                                       | 46’                                                                     |
| 24-2-2021                                                               | Venlo                                                                   | Paesi Bassi                                                             | 2 – 1                                                                   | Germania                                                                | Amichevole                                                              | -                                                                       | 81’                                                                     |
| 10-6-2021                                                               | Strasburgo                                                              | Francia                                                                 | 1 – 0                                                                   | Germania                                                                | Amichevole                                                              | -                                                                       |                                                                         |
| 15-6-2021                                                               | Offenbach am Main                                                       | Germania                                                                | 0 – 0                                                                   | Cile                                                                    | Amichevole                                                              | -                                                                       | 46’ 77’                                                                 |
| 18-9-2021                                                               | Cottbus                                                                 | Germania                                                                | 7 – 0                                                                   | Bulgaria                                                                | Qual. Mondiali 2023                                                     | -                                                                       | 46’                                                                     |
| 21-9-2021                                                               | Chemnitz                                                                | Germania                                                                | 5 – 1                                                                   | Serbia                                                                  | Qual. Mondiali 2023                                                     | -                                                                       | 81’                                                                     |
| 24-6-2022                                                               | Erfurt                                                                  | Germania                                                                | 7 – 0                                                                   | Svizzera                                                                | Amichevole                                                              | 1                                                                       | 74’                                                                     |
| 8-7-2022                                                                | Brentford                                                               | Germania                                                                | 4 – 0                                                                   | Danimarca                                                               | Euro 2022 - Fase a gironi                                               | -                                                                       | 84’                                                                     |
| 21-7-2022                                                               | Brentford                                                               | Germania                                                                | 2 – 0                                                                   | Austria                                                                 | Euro 2022 - Quarti di finale                                            | -                                                                       | 90+5’                                                                   |
| 27-7-2022                                                               | Milton Keynes                                                           | Germania                                                                | 2 – 1                                                                   | Francia                                                                 | Euro 2022 - Semifinali                                                  | -                                                                       | 68’                                                                     |
| 31-7-2022                                                               | Londra                                                                  | Inghilterra                                                             | 2 – 1 dts                                                               | Germania                                                                | Euro 2022 - Finale                                                      | -                                                                       | 73’                                                                     |
| 3-9-2022                                                                | Bursa                                                                   | Turchia                                                                 | 0 – 3                                                                   | Germania                                                                | Qual. Mondiali 2023                                                     | -                                                                       | 60’                                                                     |
| 6-9-2022                                                                | Plovdiv                                                                 | Bulgaria                                                                | 0 – 8                                                                   | Germania                                                                | Qual. Mondiali 2023                                                     | 1                                                                       | 71’                                                                     |
| 7-10-2022                                                               | Dresda                                                                  | Germania                                                                | 2 – 1                                                                   | Francia                                                                 | Amichevole                                                              | -                                                                       | 46’                                                                     |
| 7-4-2023                                                                | Sittard                                                                 | Paesi Bassi                                                             | 0 – 1                                                                   | Germania                                                                | Amichevole                                                              | 1                                                                       | 62’                                                                     |
| 11-4-2023                                                               | Norimberga                                                              | Germania                                                                | 1 – 2                                                                   | Brasile                                                                 | Amichevole                                                              | -                                                                       | 46’                                                                     |
| 7-7-2023                                                                | Fürth                                                                   | Germania                                                                | 2 – 3                                                                   | Zambia                                                                  | Amichevole                                                              | -                                                                       | 64’                                                                     |
| 3-8-2023                                                                | Brisbane                                                                | Corea del Sud                                                           | 1 – 1                                                                   | Germania                                                                | Mondiali 2023 - Fase a gironi                                           | -                                                                       | 64’                                                                     |
| Totale                                                                  |                                                                         | Presenze                                                                | 23                                                                      |                                                                         | Reti                                                                    | 4                                                                       |                                                                         |

## Palmarès

### Club
- Campionato tedesco: 3

Bayern Monaco: 2020-2021, 2022-2023, 2023-2024
- Supercoppa di Germania: 1

Bayern Monaco: 2024

### Nazionale
- Bronzo olimpico: 1

Parigi 2024
- Campionato d'Europa under 17: 2

2016, 2017
- Algarve Cup: 1

2020